# 冨永昌敬
冨永 昌敬（とみなが まさのり、1975年10月31日 - ）は、日本の映画監督である。

## 経歴
1975年、愛媛県喜多郡内子町に生まれる。1999年、日本大学藝術学部映画学科を卒業。卒業制作『ドルメン』が2000年のオーバーハウゼン国際短編映画祭にて審査員奨励賞を受賞。2002年の水戸短編映像祭にて『VICUNAS』がグランプリを獲得する。
2006年、オダギリジョーと香椎由宇を主演に迎えた『パビリオン山椒魚』にて長編商業映画デビューを飾る。2007年、安彦麻理絵の漫画『コンナオトナノオンナノコ』を映画化する。2009年、太宰治の小説『パンドラの匣』を映画化する。2010年、本谷有希子の戯曲『乱暴と待機』を映画化した。2011年、大野松雄のドキュメンタリー映画『アトムの足音が聞こえる』を監督する。同年、哀川翔と綾野剛を主演に迎えた『目を閉じてギラギラ』が公開される。

## フィルモグラフィー

### 映画
- ドルメン（1999年） - 監督
- VICUNAS（2002年） - 監督・脚本・製作・編集
- テトラポッド・レポート（2003年） - 監督・脚本
- 亀虫（2003年） - 監督・原案・出演
- 呪霊 THE MOVIE（2003年） - 編集
- be found dead（2004年） - 「オリエンテ・リング」監督・脚本
- シャーリー・テンプル・ジャポン パートII（2005年） - 監督・脚本・編集
- ジャポニカ・ウイルス（2006年） - 出演
- パビリオン山椒魚（2006年） - 監督・脚本
- コンナオトナノオンナノコ（2007年） - 監督・脚本・編集
- 桃まつり presents 真夜中の宴（2008年） - 「感じぬ渇きと」録音
- シャーリーの好色人生（2009年） - 脚本・製作
- シャーリーの転落人生（2009年） - 監督・脚本・編集
- パンドラの匣（2009年） - 監督・脚本・編集
- 乱暴と待機（2010年） - 監督・脚本・編集
- 庭にお願い（2010年） - 監督・撮影・編集
- アトムの足音が聞こえる（2011年） - 監督・撮影
- 目を閉じてギラギラ（2011年） - 監督・脚本
- 明日泣く（2011年） - 編集
- 明日（2012年） - 「妻、一瞬の帰還」「武闘派野郎」監督
- ドキュメント灰野敬二（2012年） - ライブ撮影
- BUNGO～ささやかな欲望～（2012年） - 「注文の多い料理店」監督
- 同じ星の下、それぞれの夜（2013年） - 「ニュースラウンジ25時」監督・脚本
- ローリング（2015年） - 監督・脚本・製作
- マンガをはみだした男 赤塚不二夫（2016年） - 監督
- 南瓜とマヨネーズ（2017年） - 監督・脚本
- 素敵なダイナマイトスキャンダル（2018年） - 監督・脚本
- あの頃。（2021年） - 脚本[13]
- 白鍵と黒鍵の間に（2023年） - 監督・脚本[14]
- ぶぶ漬けどうどす（2024年）- 監督[15]

### テレビドラマ
- ノーコン・キッド 〜ぼくらのゲーム史〜（2013年、テレビ東京） - 「#07 ファンタジーゾーン」「#09 バーチャファイター2」監督
- ディアスポリス 異邦警察（2016年、MBSテレビ） - 「闇の奥」「影の警察」監督・脚本
- ひとりキャンプで食って寝る（2019年、テレビ東京） - 監督・脚本（偶数話担当）
- 僕の手を売ります（2023年、FOD） - 監督・脚本

### ミュージック・ビデオ
- 菊地成孔「京マチ子の夜」（2005年、『南米のエリザベス・テイラー』収録） - 監督
- 菊地成孔&万波麻希「KEEP IT A SECRET」（2006年、オリジナル・サウンドトラック『パビリオン山椒魚』収録） - 監督
- SOIL&"PIMP"SESSIONS「マシロケ」（2007年） - 監督
- 相対性理論「地獄先生」（2008年、『ハイファイ新書』収録） - 監督
- やくしまるえつこ「おやすみパラドックス」（2009年） - 監督
- 相対性理論と大谷能生「乱暴と待機」（2010年） - 監督
- 相対性理論「Q/P」（2011年、『正しい相対性理論』収録） - 監督
- ペーソス「チャチャチャ居候」(2018年、『夫婦冷やっけぇ』収録) - 監督
- ペーソス「夫婦冷っけえ」(2018年、『夫婦冷やっけぇ』収録) - 監督
- ペーソス「忘れないで」(2018年、『夫婦冷やっけぇ』収録) - 監督

## ビブリオグラフィー
- 大寺眞輔編著『現代映画講義』（2005年、青土社） - ゲスト講師
- 冨永昌敬著『パビリオン山椒魚』（2006年、河出書房新社）
- 冨永昌敬、菊地成孔著『パビリオン山椒魚 Annex』（2006年、河出書房新社）
- 大谷能生、門松宏明著『大谷能生のフランス革命』（2008年、以文社） - ゲスト出演